# Estación de Châtelet (SNCB)
La estación de Châtelet es una estación de tren belga situada en Châtelet, en la provincia de Hainaut, región Valona.
Pertenece a la línea  de S-Trein Charleroi.

## Situación ferroviaria
La estación se encuentra en la línea 130 (Namur-Charleroi).

## Intermodalidad
| Línea | Procedencia          | Parada           | Destino          |
| ----- | -------------------- | ---------------- | ---------------- |
| 10    | NAMUR Gare           | CHÂTELINEAU SNCB | CHÂTELINEAU SNCB |
| 28    | CHÂTELINEAU SNCB     | CHÂTELINEAU SNCB | JUMET Madeleine  |
| 154   | CHARLEROI Beaux-Arts | CHÂTELINEAU SNCB | CHÂTELINEAU SNCB |
| 155   | GILLY Gazomètre      | CHÂTELINEAU SNCB | CHÂTELINEAU SNCB |
| 156   | GILLY Gazomètre      | CHÂTELINEAU SNCB | CHÂTELINEAU SNCB |
| 158   | CHARLEROI Beaux-Arts | CHÂTELINEAU SNCB | CHÂTELINEAU SNCB |
| 237   | CHÂTELINEAU SNCB     | CHÂTELINEAU SNCB | ACOZ Gare        |